# Filthy (singolo)
Filthy è un singolo del cantautore statunitense Justin Timberlake, pubblicato il 5 gennaio 2018 come primo estratto dal quinto album in studio Man of the Woods.

## Video musicale
Il video musicale girato a Kuala Lumpur in Malaysia e nel 2028, è stato pubblicato il 4 gennaio 2018, ovvero un giorno prima della pubblicazione del singolo.